# Gastein Ladies 2013
Il Gastein Ladies 2013 è stato un torneo di tennis giocato sulla terra rossa. È stata la 7ª edizione del Gastein Ladies, che fa parte della categoria International nell'ambito del WTA Tour 2013. Si è giocato all'Nürnberger Gastein Ladies di Bad Gastein in Austria dal 13 al 21 luglio 2013.

## Partecipanti

### Teste di serie
| Nazionalità | Giocatrice              | Ranking* | Testa di serie |
| ----------- | ----------------------- | -------- | -------------- |
| Germania    | Mona Barthel            | 33       | 1              |
| Germania    | Annika Beck             | 53       | 2              |
| Romania     | Irina-Camelia Begu      | 59       | 3              |
| Germania    | Andrea Petković         | 62       | 4              |
| Paesi Bassi | Kiki Bertens            | 67       | 5              |
| Sudafrica   | Chanelle Scheepers      | 69       | 6              |
| Spagna      | María Teresa Torró Flor | 71       | 7              |
| Italia      | Karin Knapp             | 72       | 8              |

* Le teste di serie sono basate sul ranking all'8 luglio 2013.

### Altri partecipanti
Le seguenti giocatrici hanno ricevuto una wild card per il tabellone principale:
- Patricia Mayr-Achleitner
- Lisa-Maria Moser
- Carina Witthöft

Le seguenti giocatrici sono passate dalle qualificazioni:

- Elena Bogdan
- Viktorija Golubic
- Michaela Hončová
- Jasmina Tinjić

Lucky Loser:
- Dia Evtimova

## Campioni

### Singolare
Yvonne Meusburger ha sconfitto in finale  Andrea Hlaváčková per 7-5, 6-2.
- È il primo titolo in carriera per la Meusburger.

### Doppio
Sandra Klemenschits /  Andreja Klepač hanno sconfitto in finale  Kristina Barrois /  Eléni Daniilídou per 6-1, 6-4.